# Hao Yichun

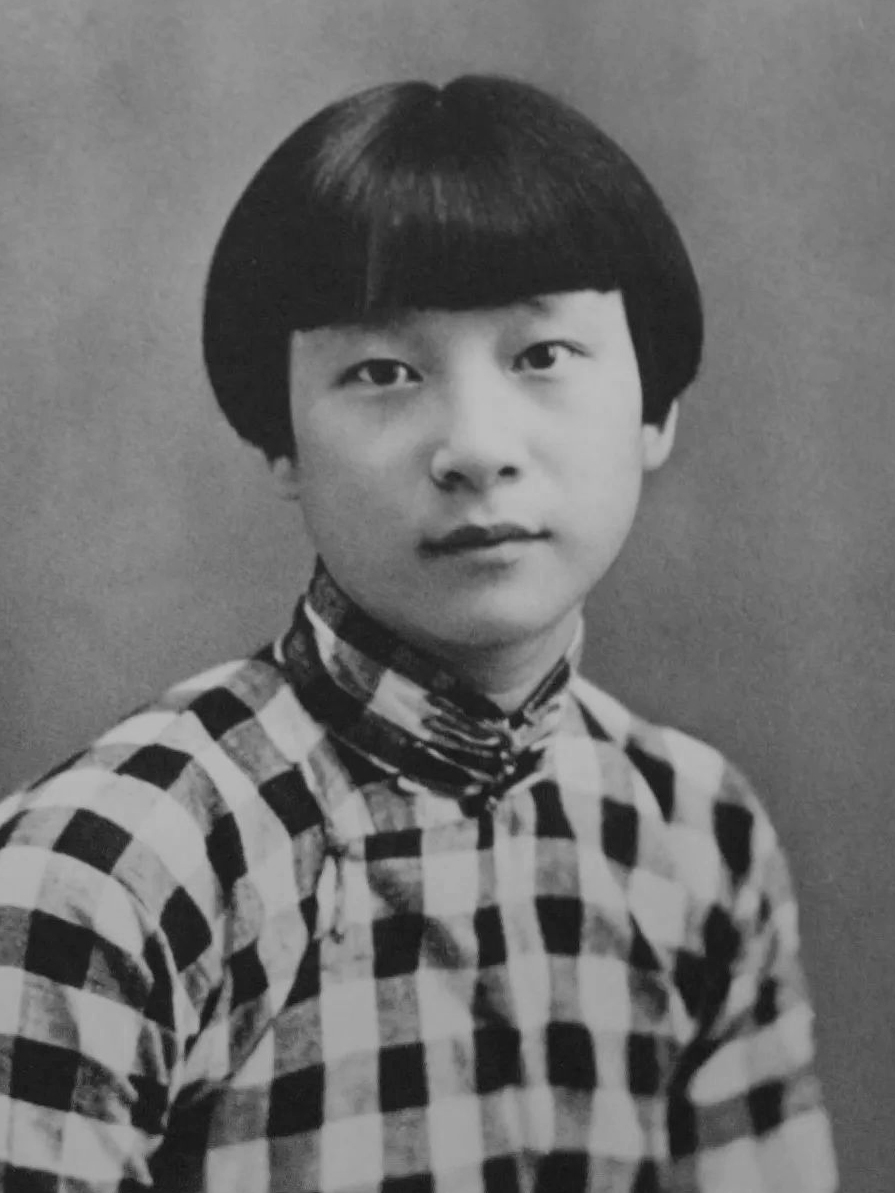
Hao Yichun

Hao Yichun (chinesisch 郝诒纯; * 1. September 1920 in Wuhan, Hubei, Republik China; † 13. Juni 2001 in Peking, China) war eine chinesische Paläontologin und Hochschullehrerin. Sie war Professorin an der Chinesischen Universität für Geowissenschaften und eine der Pionierinnen der Mikropaläontologieforschung in China. Sie leistete wichtige Beiträge zur Paläozeanographie, Erdölexploration und Stratigraphie.

## Leben und Werk
Hao zog 1930 mit ihren Eltern nach Peking, wo sie die Junior High School der der Beijing Normal University angegliederten Girls' High School besuchte. Später wurde sie wegen ihrer Teilnahme an der patriotischen Bewegung „9. Dezember“ von der Schule verwiesen und in die High School der Abteilung der Peking Municipal Girls' No. 1 Middle School aufgenommen. 1938 begann sie ihr Studium der Geschichte an der Vereinigten Südwest-Universität und wechselte dann in das Studienfach Geologie. Nach ihrem Universitätsabschluss 1943 arbeitete sie als Technikerin am Yunnan Geological Survey Institute und lehrte in Teilzeit an der Abteilung für Bergbau und Metallurgie der Yunnan-Universität. 1943 wurde sie als Doktorandin in die Abteilung für Geowissenschaften der Tsinghua-Universität aufgenommen. Aufgrund ihrer hervorragenden akademischen Leistungen erhielt sie 1945 das Ms. Ma Yisi-Stipendium der Geological Society of China.
Nach dem Antijapanischen Krieg kehrte sie nach Peking zurück und lehrte von 1946 bis 1952 an der Peking-Universität. 1952 wurde sie im Rahmen der Umstrukturierung der Hochschulen und Universitäten im ganzen Land von der Peking-Universität versetzt, um am Pekinger Institut für Geologie zu lehren. Von 1957 bis 1959 studierte sie Mikropaläontologie in der Sowjetunion. Innerhalb von zwei Jahren studierte sie Foraminiferen und Ostrakoden am Institut für Geologie der Lomonossow-Universität Moskau, am Institut für Paläontologie und Geologie der Russischen Akademie der Wissenschaften, am Institut für Geologie der Universität Leningrad und an anderen Institutionen und reiste in mehrere abgelegene Gebiete. 1963 wurde sie als chinesische wissenschaftliche und technologische Expertin nach Kuba geschickt, um die Grundwassererkundung und Öluntersuchung zu leiten. 1965 kehrte sie nach China zurück und arbeitete weiterhin als außerordentliche Professorin am Pekinger Institut für Geologie, wo sie als stellvertretende Direktorin und Leiterin des Lehr- und Forschungsbüros Paläontologie tätig war.
1978 wurde sie Professorin an der China University of Geosciences in Peking. 1980 wurde sie Akademikerin in der akademischen Abteilung für Geowissenschaften der Chinesischen Akademie der Wissenschaften.

## Forschung
Hao setzte sich als erste in China für eine umfassende Forschung in mehreren Kategorien zur Mikropaläontologie ein. Bereits in den frühen 1960er Jahren wurde Hao von der Chinesischen Akademie der Geologischen Wissenschaften beauftragt, relevantes Personal der Akademie und des Pekinger Instituts für Geologie zu organisieren und zu leiten, um Forschungen zu Ostrakoden, Sporenpollen und alten Pflanzen durchzuführen.
Hao leistete Pionierarbeit bei der Erforschung kalkhaltiger Nanofossilien. Kalkhaltige Nannofossilien sind in mesozoischen und känozoischen Meeressedimenten reichlich vorhanden und weit verbreitet. In den frühen 1980er Jahren schrieb Hao einen Artikel, in dem sie diese Art von Fossilien und ihren Forschungsstatus vorstellte. Sie war die erste, die kalkhaltige Nanofossilien in den Ölfeldern im Osten Chinas identifizierte. Sie organisierte in ihrer Abteilung Lehrkräfte und Doktoranden, um Forschungen zu kalkhaltigen Nanofossilien im Ostmeer, im Südchinesischen Meer, in den östlichen Ölfeldern und verwandten Gebieten in Xinjiang durchzuführen. Gemeinsam mit ihrem Forschungsteam kartierte Hao die Gesteinsschichten im Nordosten und Südwesten Chinas.
Ab 1983 organisierte und leitete sie die Zusammenarbeit zwischen ihrer Forschungsgruppe und dem zuständigen Personal des Forschungsteams für Meeresgeologie des Ministeriums für Geologie und Bodenschätze und führte die erste systematische Untersuchung mariner Mikroorganismen durch.
1987 setzte sie Computertechnologie in der wissenschaftlichen Forschung und Lehre der Mikropaläontologie ein und bereitete Datenbanken für mehrere Kategorien vor. Sie entwarf und etablierte ein mikrocomputergestütztes Forschungssystem für die Mikropaläontologie und erstellte eine Identifizierungssoftware für kenozoische planktonische Foraminiferen. Sie leitete Postdoktoranden an, dieses System zu nutzen, um mithilfe mathematischer Statistikmethoden erfolgreich Forschungen zu bestimmten Ontogenesen und Systementwicklungen durchzuführen.
Sie bildete den ersten Masterstudenten in China mit Schwerpunkt auf Radiolarien und den ersten Doktoranden mit Schwerpunkt auf dieser Kategorie der Paläontologie aus. Sie veröffentlichte mehr als 50 Aufsätze und 8 Monographien sowie 6 Lehrbücher für Universitäten und technische weiterführende Schulen.
Sie war unter anderem Vizepräsidentin der Paläontologischen Gesellschaft Chinas, Präsidentin der Mikropaläontologischen Gesellschaft Chinas und Mitglied der International Science Union.
Hao starb im Alter von 81 Jahren in Peking an Krebs.

## Auszeichnungen und Ehrungen (Auswahl)

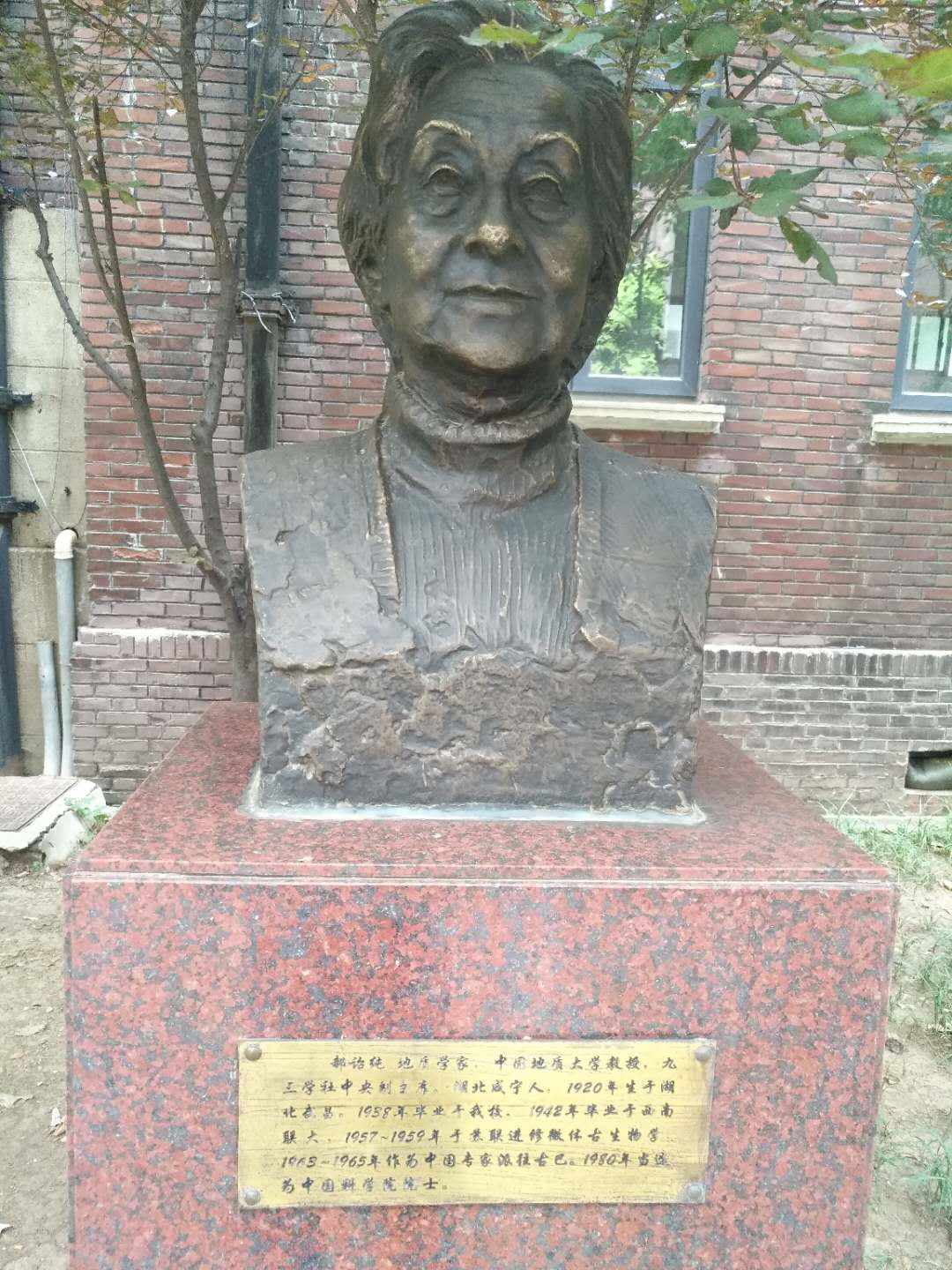
Bronzestatue von Hao Yichun in der Tianjin Yaohua Middle School

- 1980: Akademikerin der Chinesischen Akademie der Wissenschaften
- 1999: Ho Leung Ho Lee Scientific Progress Award[11]
- 1999: Li Siguang Geological Science Honor Award[12]
- 2001: Haopterus, eine Gattung von Kurzschwanzflugsauriern, wurde ihr zu Ehren benannt
- 2001: ein in der Mongolei gefundener Flugsaurier, Otogopterus haoae, wurde in Anerkennung ihrer Arbeit nach ihr benannt[13]
- 2020: Gedenkkonferenz zu ihrem 100-jährigen Geburtstag an der China University of Geosciences (Peking)[14]